# 龍造寺家門
龍造寺家門（生年不詳－1545年3月6日）是日本戰國時代武將。龍造寺氏一族。北九州戰國大名少弐氏的家臣。父親是龍造寺家兼。

## 生平
生年不詳。成為哥哥家純的養子，繼承水江龍造寺家當主，並迎家純的兒子周家為養子和後繼人。
父親家兼是支持正在沒落的少弐氏的重臣，不過在天文4年（1535年），少弐資元自殺後，被懷疑與大內氏內通，於是被少弐氏的舊家臣們憎恨。
但是少弐冬尚希望少弐氏再興，於是以家兼和兒子家門擔任少弐家執權為條件，與家兼和解並得到同意。由此，冬尚得到以家兼為首的龍造寺氏一門的協力，得以令少弐氏再興。
不過少弐氏的舊臣們非常憎恨家兼過去的背叛，並對専横的龍造寺一門感到更加憤恨。天文14年（1545年），在以馬場賴周為中心的家臣計劃抹殺龍造寺一族後，與兄長家純、周家父子和兒子家泰等人一同被暗殺。首級被賴周看見時被踢，以示侮辱。

## 死後
父親家兼勉強避過這次肅清，逃往筑後國，受到領主蒲池鑑盛的援助。翌年（1546年），攻滅仇敵馬場賴周父子，並成功令龍造寺家再興。因為賴周的兒子政員的妻子是家兼的孫女，所以馬場父子的首級被家兼予以厚葬。

## 外部連結
- 武家家伝＿竜造寺氏 （页面存档备份，存于）